# U-matic

Einige U-matic-Rekorder der frühen Generation

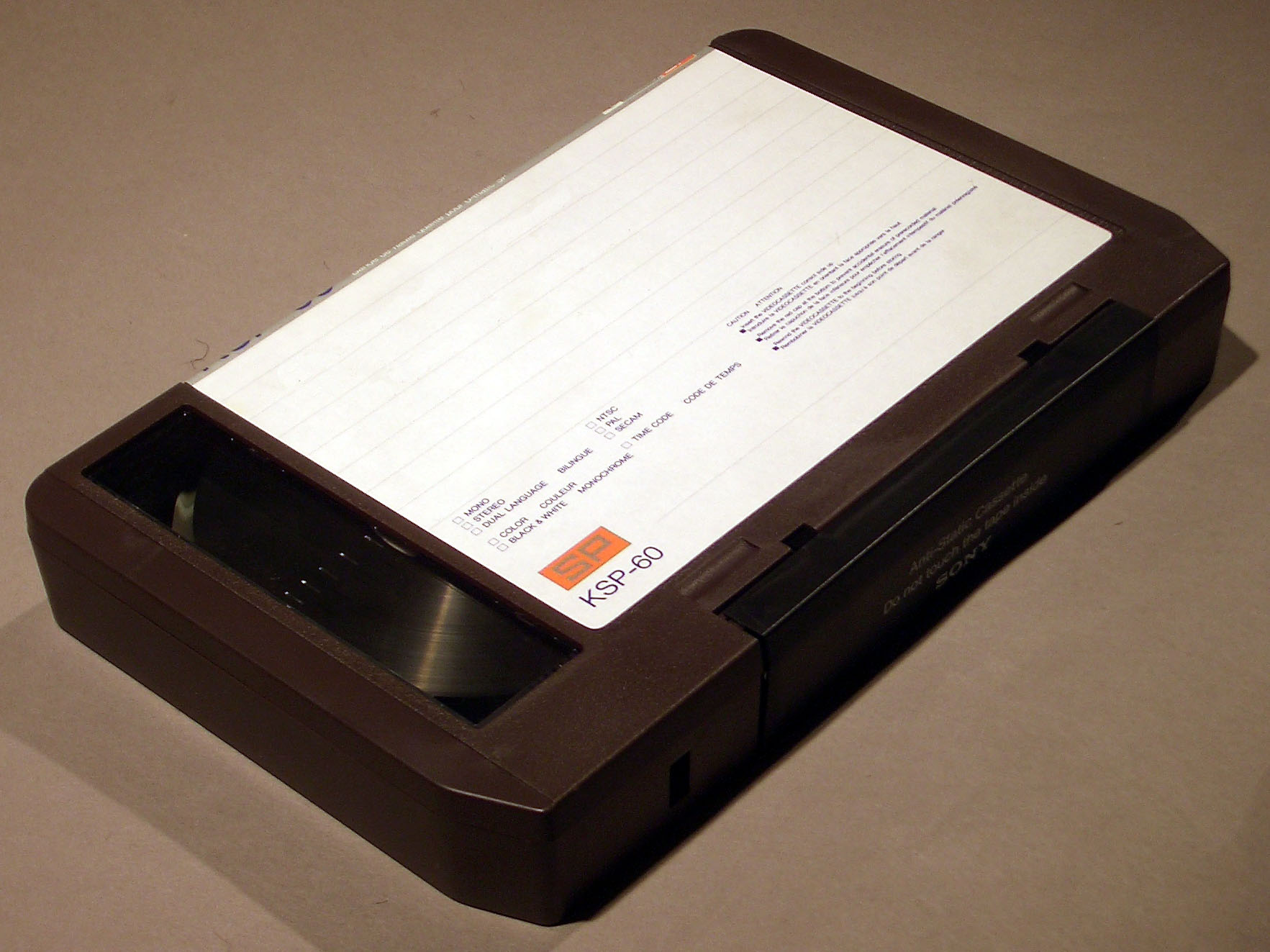
U-matic-Kassette

U-matic ist ein japanisches Videoformat zur elektromagnetischen Aufnahme und Wiedergabe für Bild und Ton. Es war das erste Kassettenformat.
U-matic wurde 1968 ursprünglich für den Konsumentenmarkt entwickelt, dann jedoch bei Institutionen und im Profi-Sektor eingesetzt, wo es etwa 20 Jahre später weitgehend vom Format Betacam SP abgelöst wurde. Das U-matic-Format war zuerst als Schulungssystem gedacht. Es wurde vor allem bei Banken und bei großen Unternehmen eingesetzt. Auf dem Band befand sich auf dem linken Tonkanal die Audiospur, auf dem rechten der Datenstrom für den Computer, der das Band dann stoppte, um etwa die Fragen zum aktuellen Lehrfilmsegment zu beantworten, bevor das Gerät wieder in den Play-Modus ging.
Dann aber wurde es zunehmend – inzwischen weiterentwickelt zum U-matic-High-Band-Format – in der elektronischen Berichterstattung (EB) eingesetzt. Mittels U-matic gelang erstmals eine filmlose sowie übertragungswagen- und netzunabhängige Berichterstattung für das Fernsehen mit Handkamera und dem (meist vom Kameraassistenten) umgehängten Recorder.

## Bandmaterial

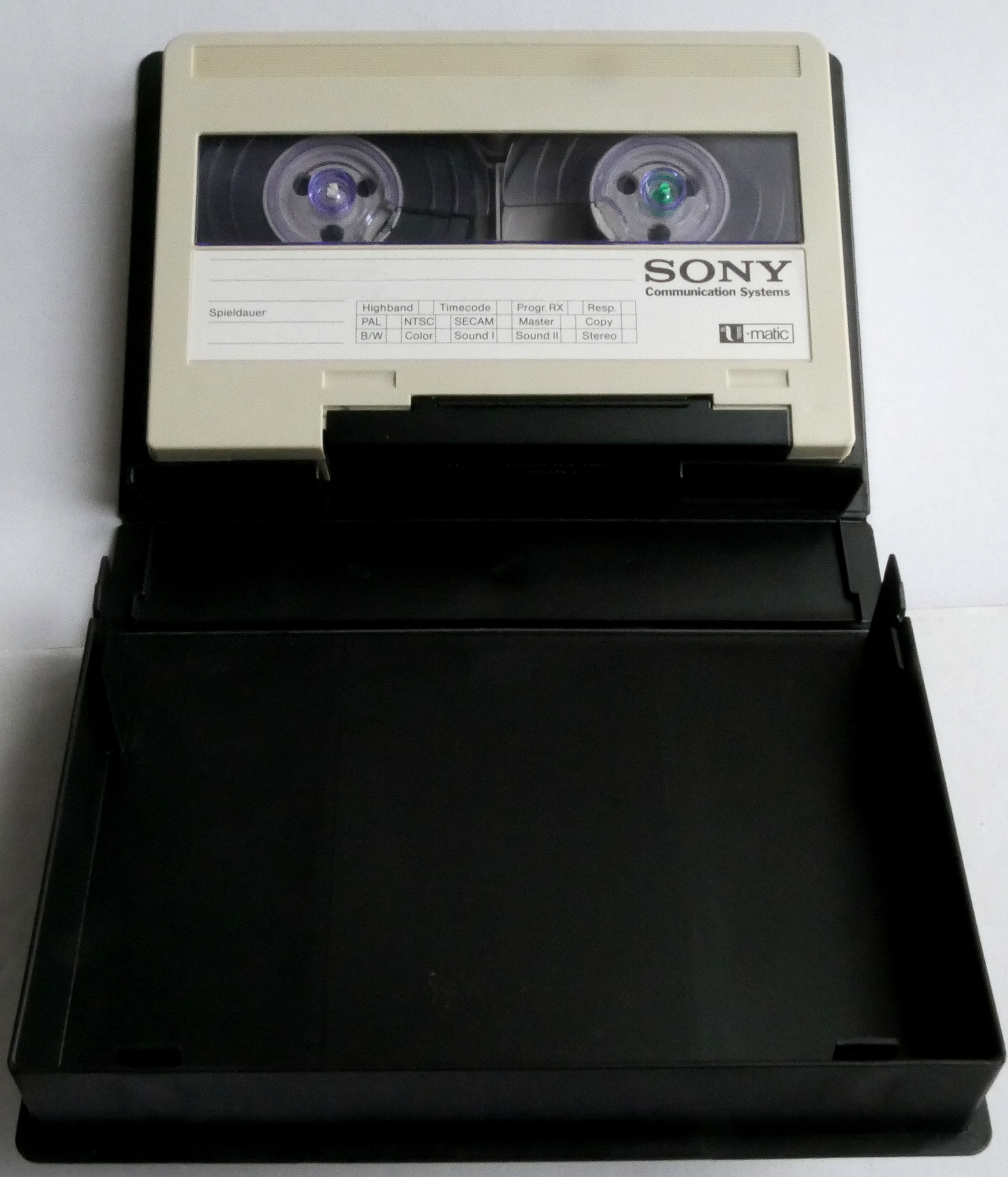
U-matic-S-Kassette in Schutzhülle

Dieses Format verwendet ein 19 mm (3⁄4 Zoll) breites Magnetband in zwei unterschiedlich großen Kassettengehäusen: Für portable Geräte gibt es eine kompakte Kassette mit maximal 20 Minuten Laufzeit, die sogenannte U-matic S (von engl. small ‚klein‘) und eine Standard-Kassette für die stationären Geräte mit einer Laufzeit bis zu 60, in seltenen Fällen auch 75 Minuten.
Bei beiden Kassettengrößen liegen die Spulen im gleichen Achsabstand nebeneinander. Dadurch können die stationären Abspielgeräte und Recorder problemlos beide Größen verarbeiten; ein Adapter ist nicht erforderlich.
S-Kassetten mit einer Laufzeit von 20 Minuten waren weit verbreitet. Angeboten wurden auch Laufzeiten von zehn und fünf Minuten beispielsweise zur Verwendung für Werbespots und fertig geschnittene Fernsehbeiträge. Die großen Kassetten waren abgestuft erhältlich in 5, 10, 15, 20, 30 und 60 Minuten Laufzeit.

## Anwendung

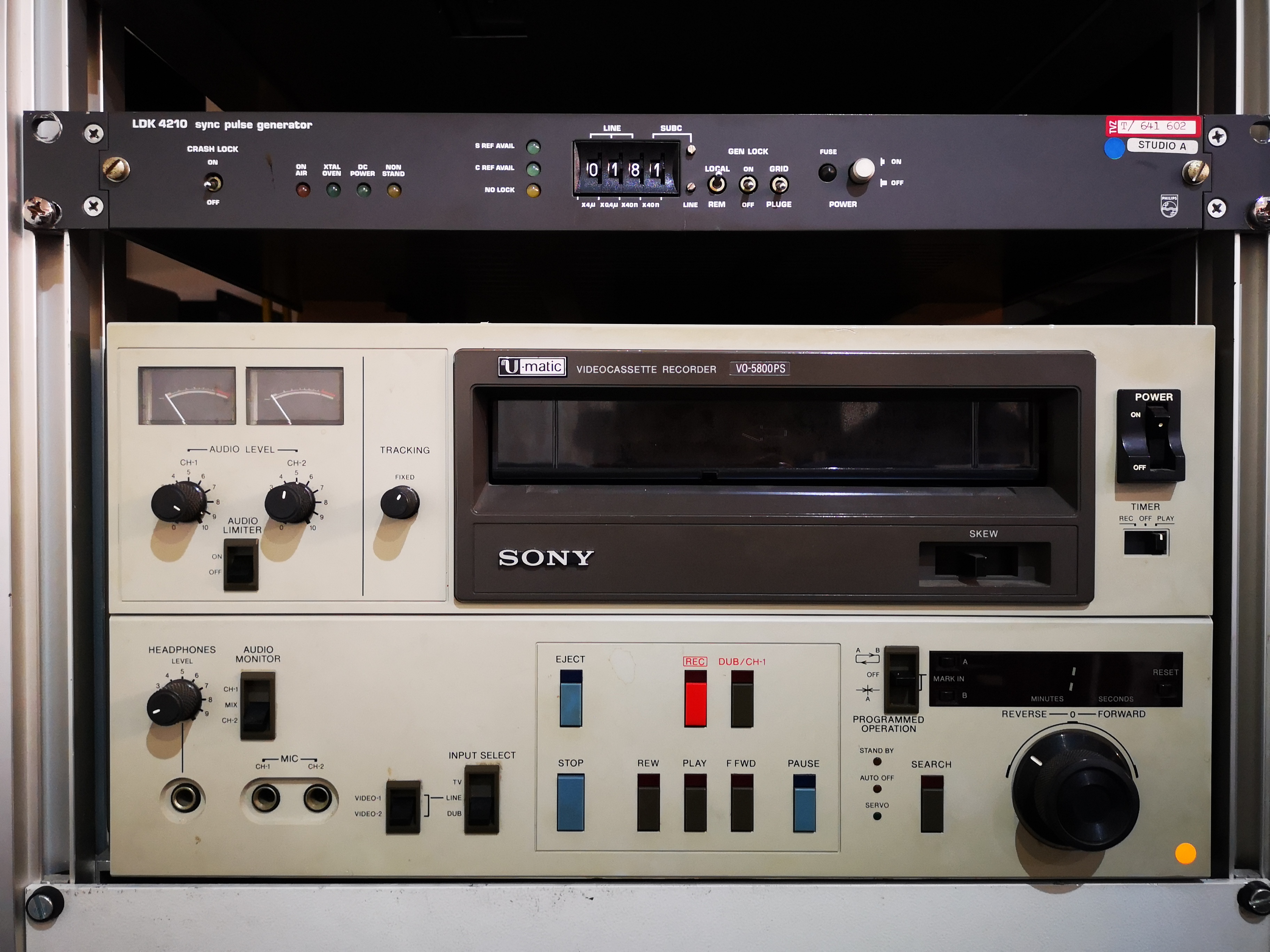
U-Matic-Videogerät im Enter Museum in Solothurn

Das U-matic-Format und seine technischen Weiterentwicklungen U-matic Highband und U-matic SP wurden vor allem in Sendeanstalten zur elektronischen Berichterstattung verwendet (im Englischen Electronic News Gathering, kurz ENG), wobei es weitgehend die 16-mm-Filmtechnik ablöste.
Weitere Anwendung fanden U-matic-Recorder in Agenturen bei der Dokumentation von Fernsehsendungen. Für Vorführungen auf Messen und Konferenzen waren U-matic-Player lange Zeit wegen ihrer Robustheit und Zuverlässigkeit die Geräte der Wahl.
Bis zum Jahr 2000 waren U-matic-MAZen vor allem noch in Werbeagenturen, in vielen Archiven sowie bei der Synchrontonbearbeitung zu finden.
U-matic-Geräte wurden in Verbindung mit PCM-Audioprozessoren auch für CD-Produktion und -Mastering verwendet. Es gab für diesen Zweck spezielle Editor-Maschinen. Diese Anlagen waren in Tonstudios zu Beginn der Digital-Ära in Gebrauch. Bald wurde U-matic auf dem Gebiet der Tonaufzeichnung allerdings von anderen Verfahren verdrängt, so von digitalen Bandmaschinen und dem digitalen Kassettensystem DAT.

## Technik und Standards
Die durch die Bauform der Kassette, die Band-/Kopf-Relativgeschwindigkeit und weitere technische Parameter vorgegebene Bildauflösung lässt eine direkte Aufzeichnung der Farbe, die im PAL-Verfahren bei 4,43 MHz liegt, bei U-matic nicht zu. Das Farbsignal wird deshalb separiert und heruntergesetzt. U-matic verwendet einen Farbunterträger auf 685 kHz (Low-Band) oder 924 kHz (High-Band + SP), ähnlich wie bei VHS. Bei SP-Geräten wurde auch die Übertragungsbandbreite für das Luminanzsignal erweitert. Es wird nur zwischen Bändern für Low-Band, Hi-Band und SP unterschieden.
U-matic wurde um 1972 in Europa eingeführt (Auflösung: etwa 250 Linien) und konkurrierte mit dem dort seit 1971 bereits eingeführten VCR-System von Grundig und Philips. U-matic bot eine bessere Qualität als die später erschienenen und für die reine Heimanwendung gedachten Formate VHS oder Betamax. Eine verbesserte Variante mit besserer Farbauflösung (High-Band) konnte 1978 in Europa eingeführt werden (Auflösung etwa 260 Linien). Dadurch wurde das bis dahin als U-matic bezeichnete Videoformat zum sogenannten U-Matic-Low-Band. Eine Frame-Code-Aufzeichnung ist serienmäßig nur bei High-Band und SP vorgesehen mit. Der Frame Code ist nicht mit dem SMPTE-Timecode identisch. In den USA finden daher keine High-Band-U-matics, sondern nur Low-Band-Geräte Verwendung. Das U-matic-High-Band und später das SP-Format wurde ausschließlich im Broadcast-Bereich bei Fernsehsendeanstalten zur elektronischen Berichterstattung verwandt, wobei es tatsächlich gelang, den 16-mm-Film abzulösen.
Eine Kopie von der ersten Aufzeichnung innerhalb des Standards ist qualitativ nur geringfügig schlechter.
Beim 1986 von Sony eingeführten Standard U-matic SP, der auch wie bei Betacam SP „Superior Performance“ bedeutet, wurde die Ton- und Bildqualität in Bezug zu seinem Vorgänger erheblich verbessert (Auflösung: mehr als 330 Linien). Die Bildqualität ist aufgrund der geringeren Aufzeichnungsdichte (d. h. das Signal kann sich auf dem Band breiter machen) deutlich besser als bei S-VHS, das laut Herstellerangaben 400 Linien auflösen kann (vgl. Betacam SP: > 600 Linien). Die Colour-under-Aufzeichnung der Farbe bleibt hinter denen von Betacam mit seiner Komponentenaufzeichnung zurück.
Die Bandvorschubgeschwindigkeit ist im Vergleich mit S-VHS sehr viel höher (9,53 cm/s) und die Spur ist wesentlich breiter und länger. Zudem wird auch im Gegensatz zu dem S-VHS-Format keine überlappende Aufzeichnung angewendet, d. h. zwischen den einzelnen Videospuren eines Halbbildes ist immer noch etwas Platz (sogenannter Rasen), der das Übersprechen der Spuren untereinander verhindert. Damit ist eine aufwändige Signalbearbeitung zur Wiederherstellung des ursprünglichen Signales nicht notwendig.
Aufnahmen auf U-matic SP können nur in SP-Geräten auch optimal abgespielt werden. In Low-Band-Geräten werden die Aufnahmen nur in Schwarzweiß wiedergegeben. In Hi-Band-Geräten erhält man nur Hi-Band-Auflösung am Ausgang und, sofern bei der Aufnahme Dolby verwendet wurde, auch ein verfälschtes Tonsignal.
Der SP-Standard nutzt für eine bessere Tonqualität die Dolby-C-Rauschunterdrückung. Bei der Aufnahme kann es aktiviert werden; beim Abspielen wird es automatisch erkannt und der Dolbykreis zugeschaltet.
Nur die letzte Generation von Sony-U-matic-SP-Geräten ist serienmäßig in der Lage, auch Low-Band-Material abzuspielen (nur Wiedergabe). Eine Ausnahme bietet nur ein spezieller Recorder (Sony VO-9600P), welcher in allen drei U-matic-Standards (Low, High und SP) aufnehmen und wiedergeben kann.
Der U-matic-SP-Standard erfordert im Unterschied zu Low- und High-Band-Geräten spezielle Bänder, welche mit SP (z. B. KSP-20) bezeichnet sind. Werden SP-Geräte mit normalen Bändern betrieben, so ist nur der High-Band-Modus aktiv. Die Umschaltung erfolgt über ein Loch an der Unterseite der Kassette, das vom Recorder abgetastet wird. Den U-Matic-SP-Standard gab es exklusiv nur von Sony. U-Matic-Geräte, sowohl Low- als auch High-Band, wurden von Sony und Matsushita (Markennamen JVC und Panasonic), sowie von mehreren anderen japanischen Herstellern gefertigt. Einige europäische Hersteller wie Siemens und Grundig (Geschäftsbereich electronic) vertrieben U-matic-Geräte, die mit den japanischen Entwicklungen identisch oder baugleich waren, unter ihren eigenen Markennamen.
Seit 2000 wird die einst angebotene Typenvielfalt an Leerkassetten mangels Nachfrage heruntergefahren.